# Кам'яниця Гєлазинівська
Кам'яниця Гєлазинівська — будинок № 36 площі Ринок у Львові.

## Історія
Будинок споруджений у 1778-1781 рр. архітектором П'єром Дені Ґібо на місці кам'яниці XVII століття. Наприкінці XVIII століття тут мешкав князь Юзеф Понятовський (1763-1813), видатний польський політичний і військовий діяч, маршал Наполеона І, національний герой Польщі. З початку XX століття тут містилася крамниця «Народної торгівлі», українського Крайового споживчого союзу, заснованого Б. Нагірним у 1883 р. На фасаді спілка Кобзарів України встановила 2003 року меморіальну таблицю на честь Миколи Володимировича Досінчука-Чорного, який у ній проживав. На 2017 рік будинок невідомо яким чином був позбавлений статусу пам'ятки національного значення, по суті зруйнований при будівництві ресторану "36 По". При цьому з фасаду усунули меморіальну таблицю та таблицю про його приналежність до пам'яток архітектури, що ще видніються на сусідній фотографії.

## Архітектура
Житловий будинок, XVIII століття.
Побудований архітектором П'єром Дені Ґібо. Перебудований у XIX столітті. Перший поверх облицьований каменем, витягнутий, прямокутний у плані, чотириповерховий, частина приміщень першого поверху перекрита склепіннями. Найцікавіша декоративна деталь гладко оштукатуреного фасаду — консолі, які підтримують балкон. З давньої будівлі фактично залишилася лише фасадна стіна.